# ネリー・ルーセル
ネリー・ルーセル (Nelly Roussel; 1878年1月5日 - 1922年12月18日) は、フランスのジャーナリスト、新マルサス主義フェミニスト（第一波フェミニズム）、フリーメイソン会員、自由思想家、無政府主義者、社会主義者。女性には、社会的地位、未婚、既婚、離婚、再婚、子どもの有無にかかわらず、自己実現と個人としての幸福を追求する権利、身体的苦痛を拒否する権利があると主張し、避妊は女性解放の第一歩であると考えていたことから、当時のフェミニストのなかでは最も急進的で、1970年代の第二波フェミニズムを先取りしていたが、結核のため44歳の若さで他界した。

## 背景
ネリー・ルーセルは1878年1月5日、パリのブルジョワ家庭に生まれ、伝統的な宗教教育を受けた。女性の謙虚さと自己犠牲を称えるカトリシズムの熱心な信者であったが、一方で、祖父の影響で早くから読書や演劇の勉強を通じて独立心、探究心を養った。15歳のとき、両親に「まともな女性」はこれ以上学業を続けるべきではないと言われ、初めて女性に対する「不正」に気づいた。彼女は後にこれを「去勢」と表現している。翌年、父が死去し、まもなく母が裕福な航海士と再婚したことでさらに状況が悪化した。義父が家庭内で厳格な規則を課すようになったからである。さらに女優を志望したときにも義父に反対されたため、家を出て、祖父のもとに身を寄せた。

## 人生の転機

### 彫刻家アンリ・ゴデ
1898年、20歳のときに15歳年上の彫刻家アンリ・ゴデに出会った。パリ・コミューンで戦った父とユダヤ人の母をもつゴデは、熱心なドレフュス派・反教権主義者でフリーメイソン会員でもあった。ルーセルは1907年に著した『講演集』を夫ゴデに献呈し、献辞に「私の聖職を理解し、励ましてくれた私の夫、私の最良の友に捧げる」と書いている（彼女はフェミニストとしての自らの使命を「聖職」と表現した）。実際、人権連盟の支部長でもあったゴデは、1904年に無政府主義者で反フェミニストのアンリ・デュシュマン が『ル・リベルテール』紙でフェミニストを猛攻撃し、ルーセルを名指しで批判したときには、ルーセルが反論を試みたもののデュシュマンへの不信から匙を投げた後も、彼女の代わりに同紙に5回にわたって反論を掲載し、ルーセルの「聖職」とフェミニズムを支持した。

### フリーメイソン、人権連盟
家族の反対を押し切ってゴデと結婚したルーセルは、まず、フリーメイソン「スコットランド象徴グランド・ロッジ」に入会した。これは男女混成で、無政府主義、社会主義、フェミニズム、新マスサス主義の傾向で知られるロッジであり、ルイーズ・ミシェルやマドレーヌ・ペルティエなども入会していた。また、ドレフュス派として人権連盟に加盟し、以後、ロッジや人権連盟主催の講演会で講師を務めるようになった。

### 出産の苦しみ
ルーセルは1900年に長女ミレイユ、1901年に次女アンドレ、1904年に長男マルセルを出産しているが、出産経験は彼女のフェミニズムに大きな影響を及ぼした。身体的苦痛や出産に対する恐れ、女性としての自由や自立が制限されることへの恐れにさいなまれ、出産の苦しみは原罪の贖いであるとするカトリシズムの概念や「女性の運命」とされるものに憤りを覚えた。さらに、第二子アンドレの妊娠はルーセルの命をも危険にさらす経験であったうえに、アンドレが生後4か月半で死去するという不幸に見舞われた。

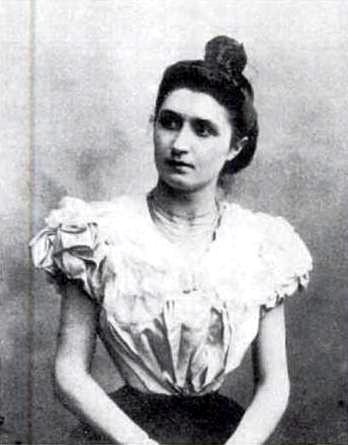
18歳のネリー・ルーセル (1896年)
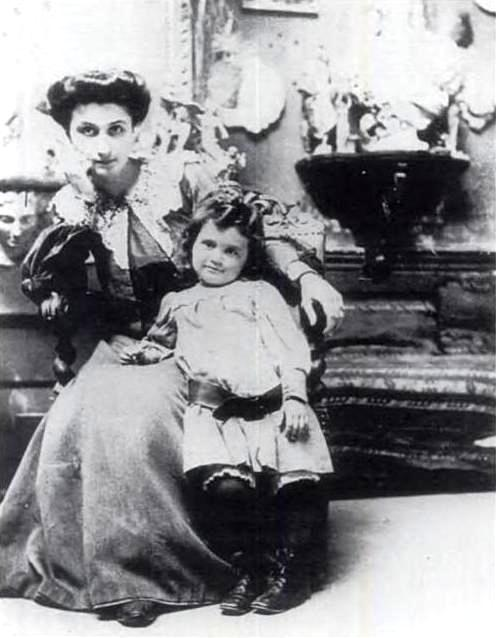
ネリー・ルーセルと娘ミレイユ (1905年)
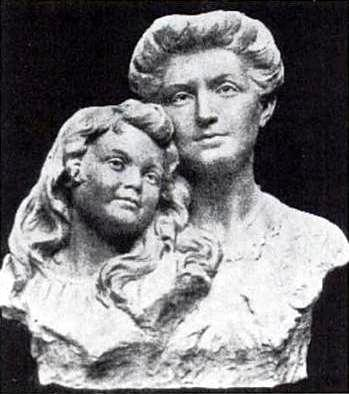
アンリ・ゴデが制作した妻ネリー・ルーセルと娘ミレイユの像 (1904年)
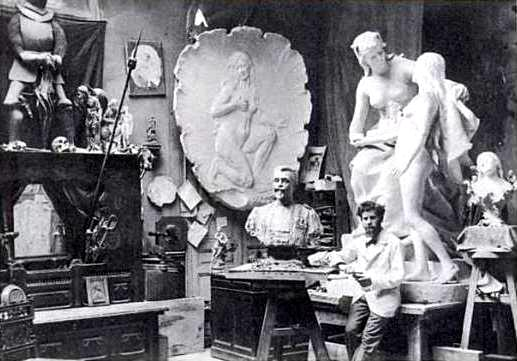
アトリエのアンリ・ゴデ (1904年)

## 新マルサス主義フェミニズム

### ロバンの人間再生同盟

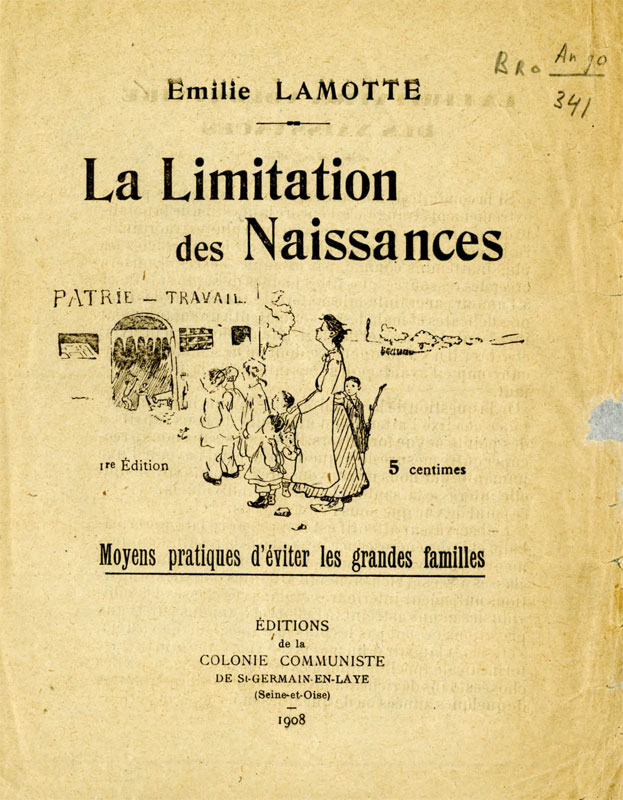
無政府主義者・新マルサス主義者エミリー・ラモットの著書『出産制限』(1908年) の表紙 -「祖国」と「労働」に子どもを提供する多産女性の風刺画.

こうした時期に出会ったのが、同じ無政府主義者のポール・ロバンである。彼は1896年に「母性の自由」を擁護する新マルサス主義の結社「人間再生同盟」を結成した。新マルサス主義とは、経済学者で牧師でもあったトマス・ロバート・マルサスが人口の「幾何級数的な」増加を防ぐ方法として禁欲や晩婚などの道徳的抑制を説いたのに対して、社会改革運動家フランシス・プレイスが避妊による人工的・科学的な産児制限を主張したことに始まるものであり、ロバンは多産によって「国家に殺し・殺される兵士」を、資本家に「搾取対象としての労働力」を野放図に提供することを拒否すべきであると主張しただけでなく、「母性の自由」、すなわち産児制限こそ「完全な女性解放のための唯一の確実な基礎を提供する」と確信し、女性の「自己統制」の権利に基づく「母性の自由」によって初めて女性の服従に依存しない男性の自己統御も可能となり、この結果、「人間再生」の展望が切り開かれると主張した。

### 母性の自由 - 身体的苦痛の拒否
ルーセルのフェミニズムは、こうした新マルサス主義とロバンの「母性の自由」の理念、そして女性・母としての経験に基づくものであり、彼女はとりわけ「母性の自由」を保障する女性の経済的自立と社会制度改革の必要性を訴えた。たとえば、1920年5月6日の出産奨励のための「大家族の母の日」には『女性の声』紙上で、上記の新マルサス主義の主張を繰り返して、女性たちに「同志らよ、ストライキをしよう。腹の底からのストライキをしよう。資本主義に子どもを提供するのはもうやめよう。子どもを搾取対象の労働の肉体、汚すための快楽の肉体に変えてしまう資本主義に」と呼びかけた。
実際、政府はロバンらの新マルサス主義運動とは逆に出産を奨励しており、「人間再生同盟」が結成された1896年に統計学者でパリ市統計局長のジャック・ベルティヨンらにより「フランス人口増加のための国家同盟」が結成された。ルーセルは、オーギュスト・クルトワ、セバスチャン・フォール、ウジェーヌ・ユンベールらとともに「人間再生同盟」の会議で講演し、「母性は、これを自覚している場合にのみ崇高なものであり、これを望む場合にのみ喜ばしいものである。本能や必然性による母性は動物的機能にすぎず、苦痛を伴う試練である。私はこれを拒否する。出産の苦痛を拒否することは必ずしも利己主義とは限らない。にもかかわらず、通常、苦痛を受け入れることが英雄的だとされる。だが、通常、動物の英雄主義など無意味である」と主張した。

### ユニオン・リーブルのための女性の経済的自立
無政府主義においては資本主義の基盤である結婚・家族制度は批判の対象であり、これに代わる自由恋愛とユニオン・リーブルが提唱された。ルーセルもこれを積極的に支持したが、その限界にも気づいていた。このような自由な男女の関係が現実には女性に犠牲と負担を強いるものであったからである。すなわち、こうした関係は男性と女性が同等の社会条件のもとにある場合にのみ可能になるのであって、このためにはまず女性が経済的に自立する必要があると考えた。そして、女性の経済的自立を保障するために必要な条件は職業の自由な選択とすべての職業における男女の同一労働同一賃金であるとし、さらに、母性が経済的自立の妨げとなっている現実を考慮し、上述の「母性の自由（女性が望むときにのみ母になることができること）」と「母親業に対する公正な報酬」というさらに2つの条件が満たされなければならないとした。
したがって、ルーセルは、資本主義は女性の「最大の敵の一つ」であるが「唯一の敵」ではなく、社会主義や無政府主義が標榜する革命とは、人類の半分、「さほど抑圧を受けていない半分」（男性）にとってのみ「革命的」であり、女性は彼ら革命家によって未来においても現在と同じような役割を割り当てられる可能性がある以上、「女性に対する革命のプロパガンダは必要であるとしても、革命家に対するフェミニズムのプロパガンダの方がより重要であり」、彼らが自身のなかにある女性蔑視に気づき、これを克服して初めて男女の共闘が可能になると考えた。

## その他の活動
ルーセルは「人間再生同盟」の機関誌『再生』や『マルサス主義者』のほか、マルグリット・デュランが創刊した世界初の本格的なフェミニスト新聞『ラ・フロンド』、コレット・レノーがウジェニー・ニボワイエへの追悼として創刊した『女性の声』などに寄稿し、女性友愛同盟や女性反戦連盟でも活躍した。約250回の講演を行い、200本以上の記事を執筆した。
1922年12月18日、結核のため、リュエイユ＝マルメゾン（イル＝ド＝フランス地域圏、オー＝ド＝セーヌ県）のビュゼンヴァル療養所にて44歳の若さで他界した。彼女の著作物、書簡等は後に娘ミレイユ・ゴデによりマルグリット・デュラン図書館に寄贈された。

## 著書
- Petit Almanach Féministe (フェミニズム歳時記, 1906-1908)
- Quelques discours (講演集, 1907),
- Quelques lances rompues pour nos libertés (我々の自由のための議論, 1910),
- Paroles de combat et d'espoir (闘いと希望の言葉, 1919)
- Ma forêt (私の森, 1920)
- Derniers combats : recueil d'articles et de discours (最後の闘い ― 記事・講演集, 1911-1922)
- L'eternelle sacrifiée (永遠の犠牲者, 1979, 没後出版)

## 参考資料
- Christine Bard, Sylvie Chaperon, Dictionnaire des féministes. France - XVIIIe-XXIe siècle, Presses Universitaires de France, 2017.
- ROUSSEL Nelly [Dictionnaire des anarchistes- Maitron (パリ第一大学)